# Garde-côtes de Russie
Les Garde-côtes de Russie sont affectés à la surveillance des côtes, des grands fleuves, des mers intérieures ainsi que de la zone économique exclusive de Russie et dépendent du Service fédéral de sécurité de la fédération de Russie (FSB). Leur nom officiel est Service frontalier de protection des côtes du FSB de Russie (Береговая охрана Пограничной службы ФСБ России).

## Équipement

### Navires[1]
- Frégates (FFG) : 2 - classe Nerei/Krivak III
- Corvettes : 4 - Classe Pauk
- Patrouilleurs hauturiers : 27 - différents types, 11 - Classe Rubin, 1 - Classe Okean (Garde-côtes)[2],[3], Classe Stenka
- Patrouilleur brise glace : 2 - Classe Ivan Susanin, 2 - Classe Purga - en construction: Classe Ivan Papanin
- Patrouilleurs de marine littorale/côtière : au moins 112 bateaux, 23 - Classe Sobol, 28 - Classe Svetlyak, 56 - Classe Mangust, 3 - Classe Rondo[4], 3 - Classe Mirage, 1 - Classe Zhuk, 2 - Classe Sokzhoy, 3 - Classe Mustang 2, 11 - Classe Dockstavarvet IC16M[5]
- marine fluviale : 17 - Classe Vosh, 8 - Classe Piyavka, 4 - Classe Ogonek, 1 - Classe Yaz
- Navire de transport de marine littorale : 7 - Classe Neon Antonov
- Remorqueur : 15 - Classe Sorum
- Aéroglisseur : Classe Czilim

### Aéronefs
- Antonov An-26
- Iliouchine Il-76
- Mil Mi-8
- Kamov Ka-27
- Ka-226T[6]
- Schiebel Camcopter S-100[7]

## Galerie d'images

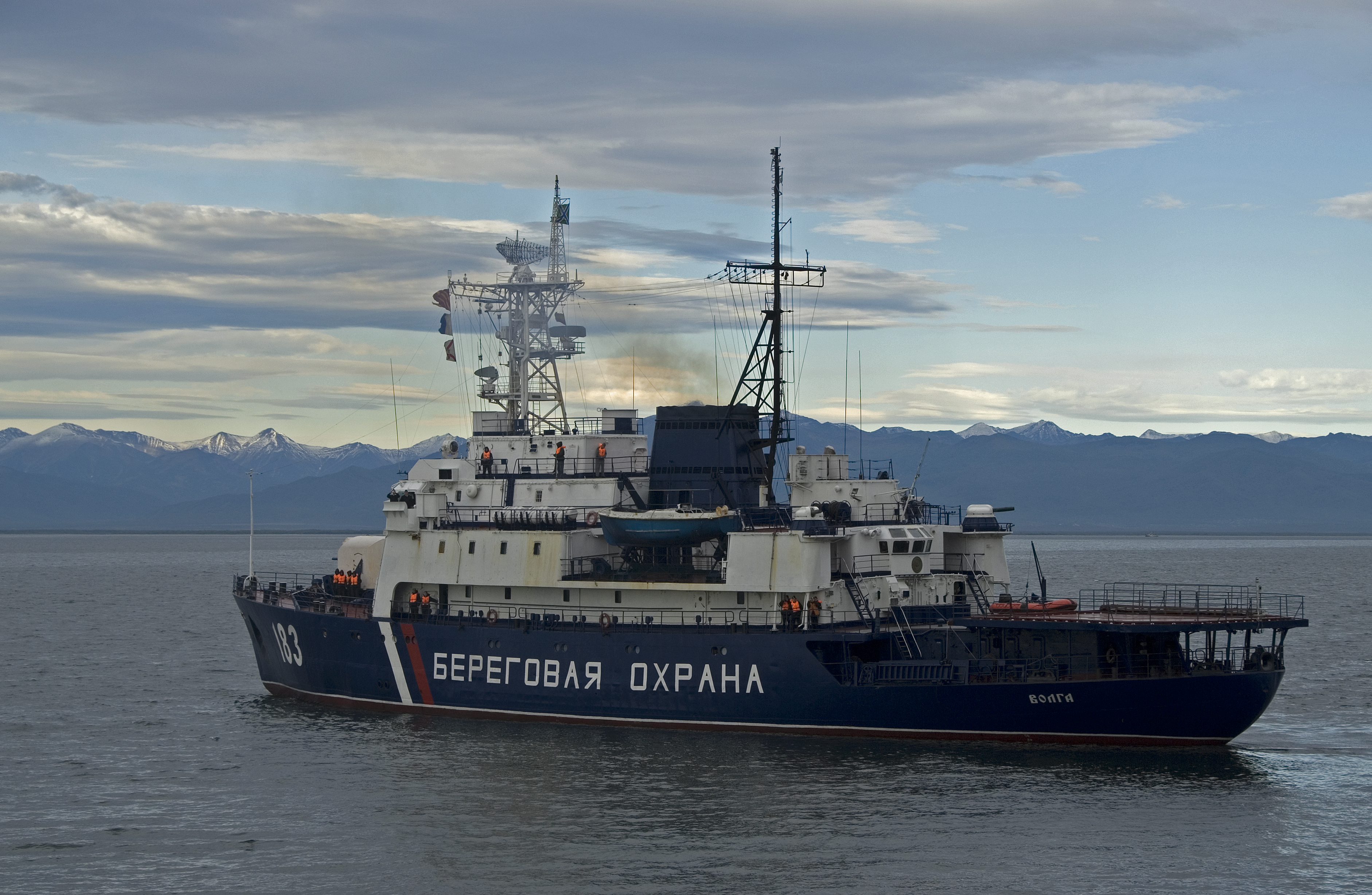
Classe Ivan Susanin
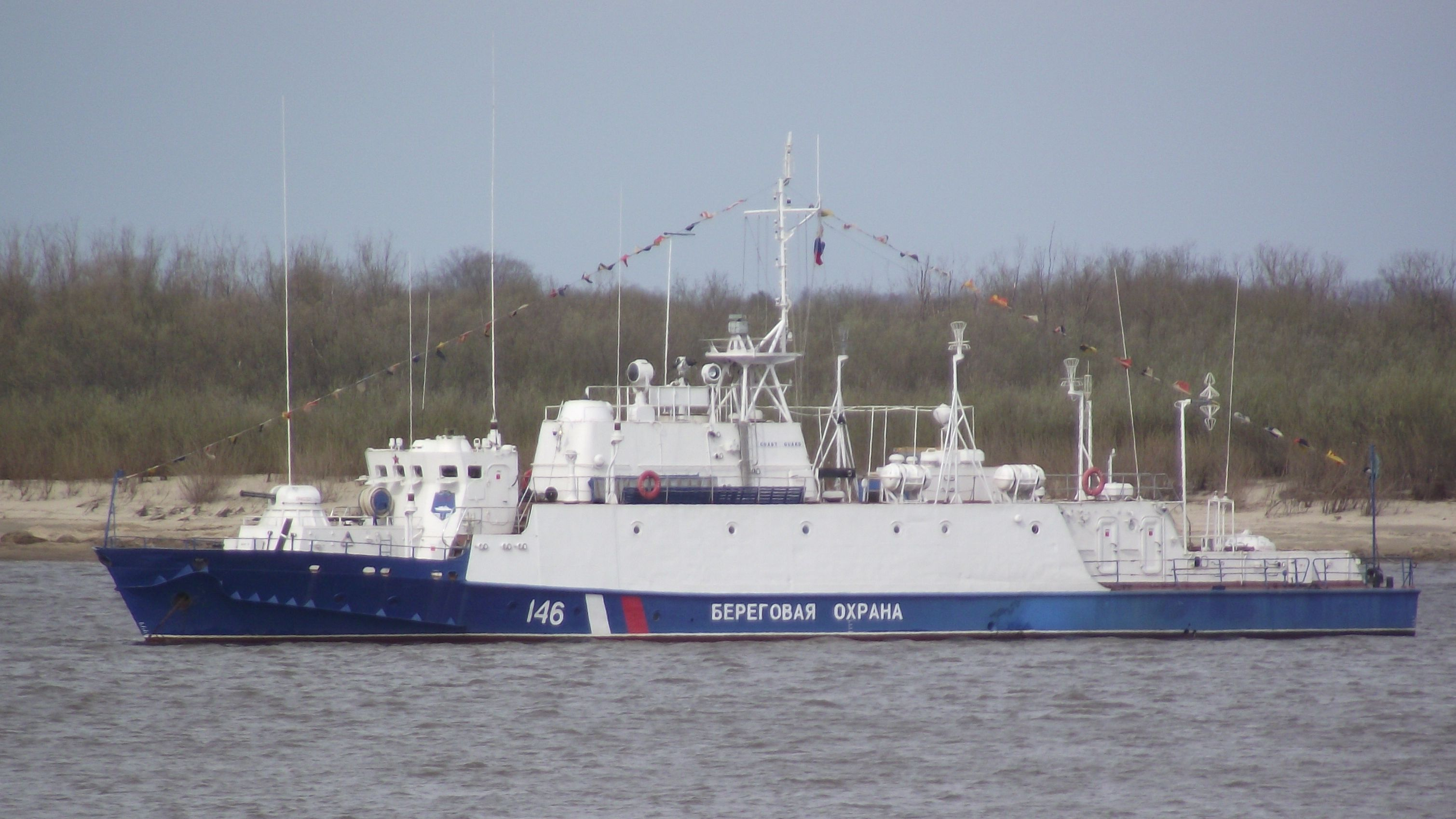
Classe Piyavka
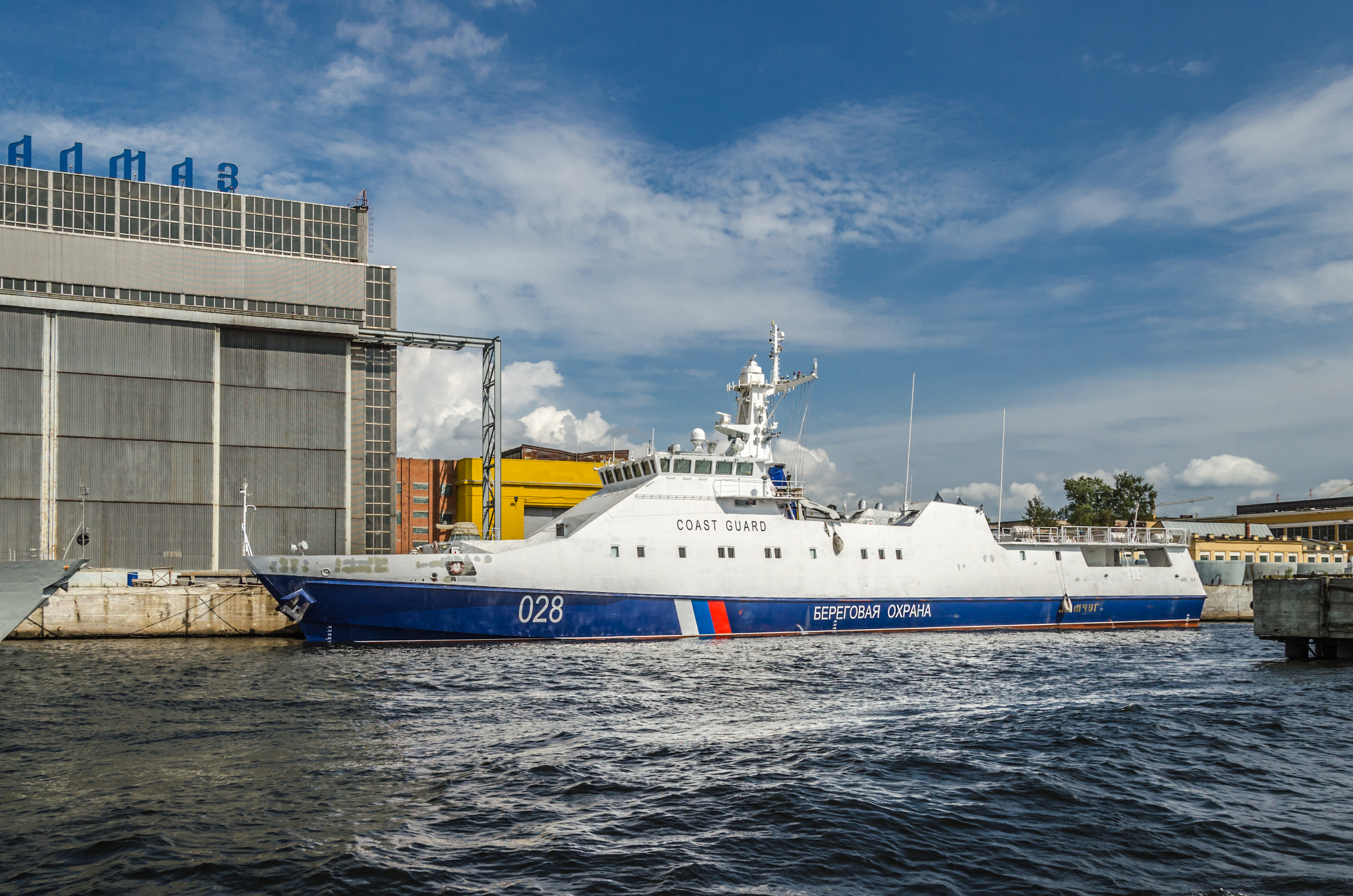
Classe Rubin
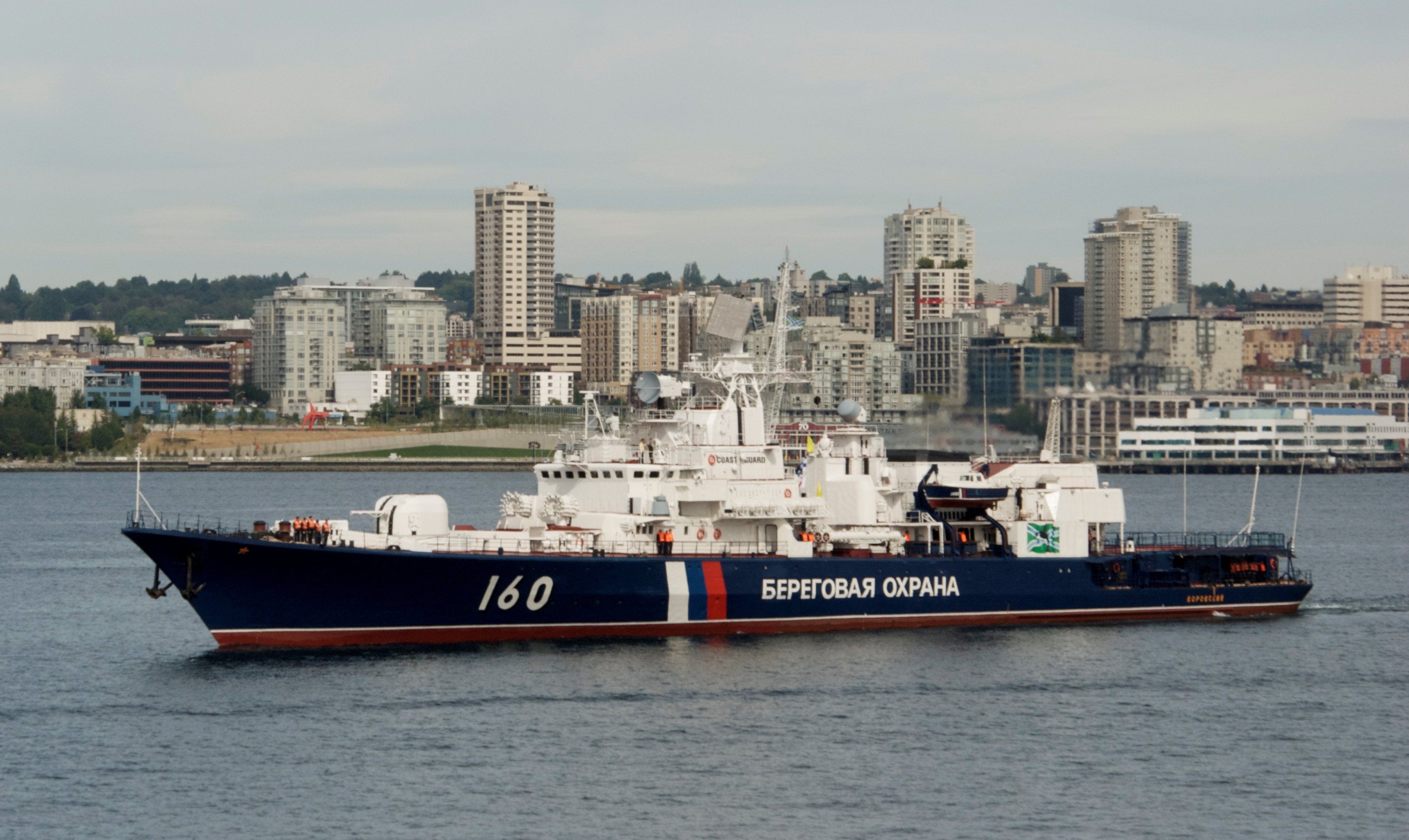
Le Vorovskiy de Classe Menzhinskiy à Seattle
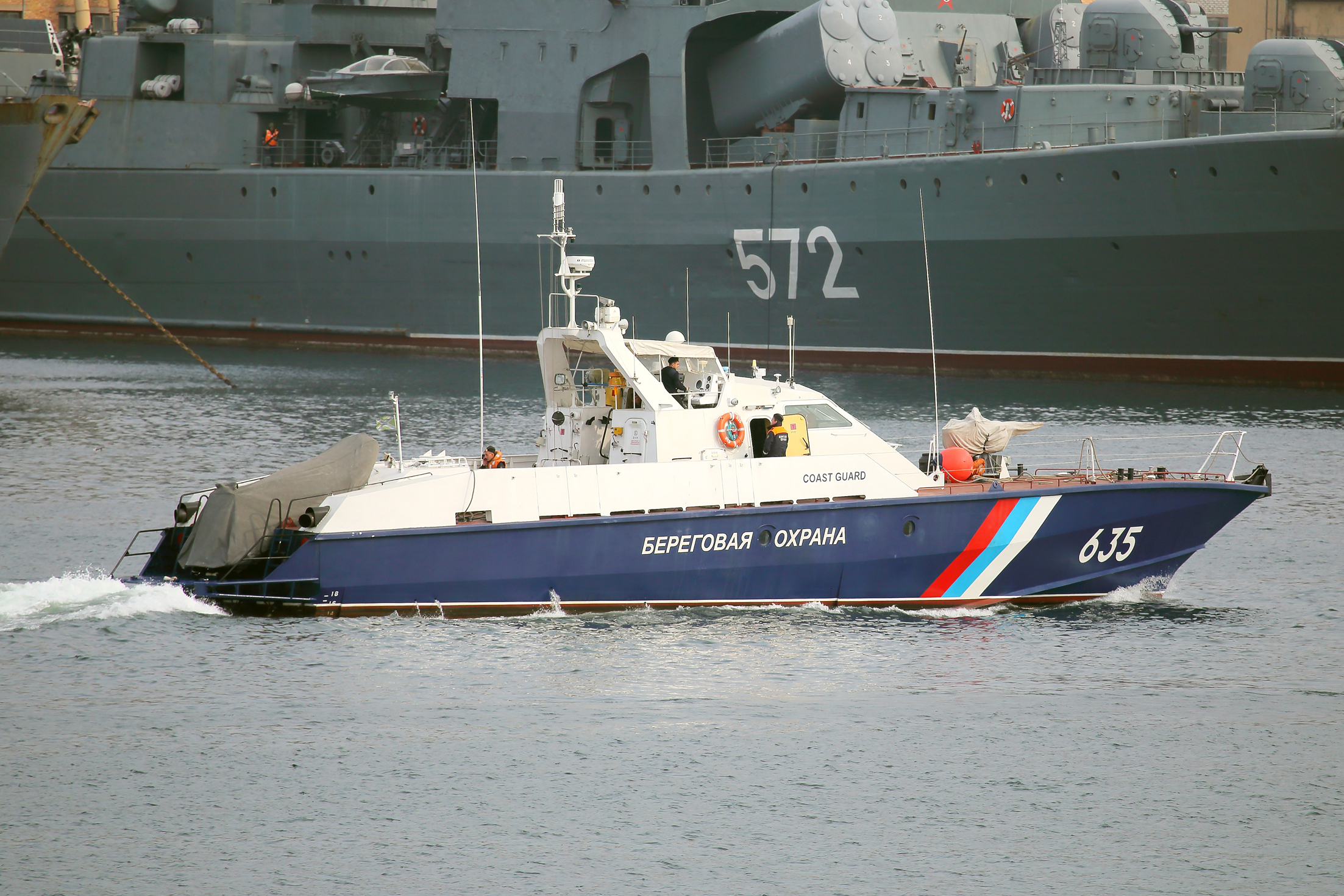
Classe Sobol
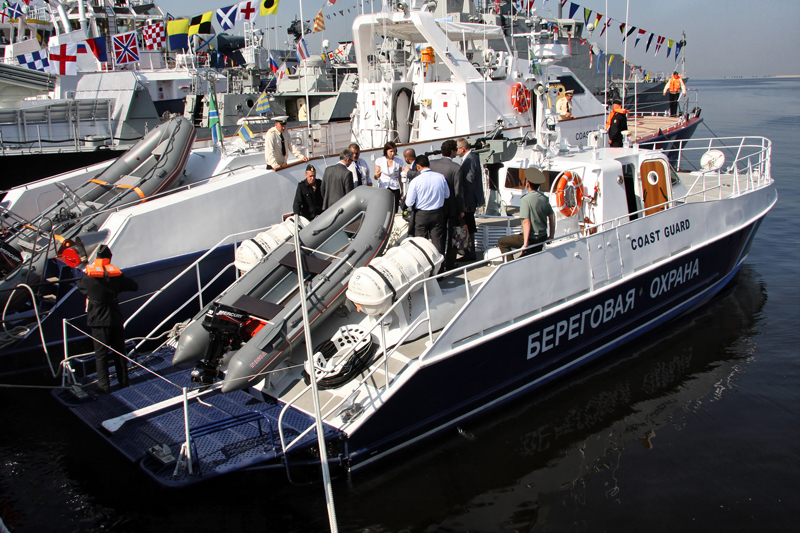
Classe Mangust
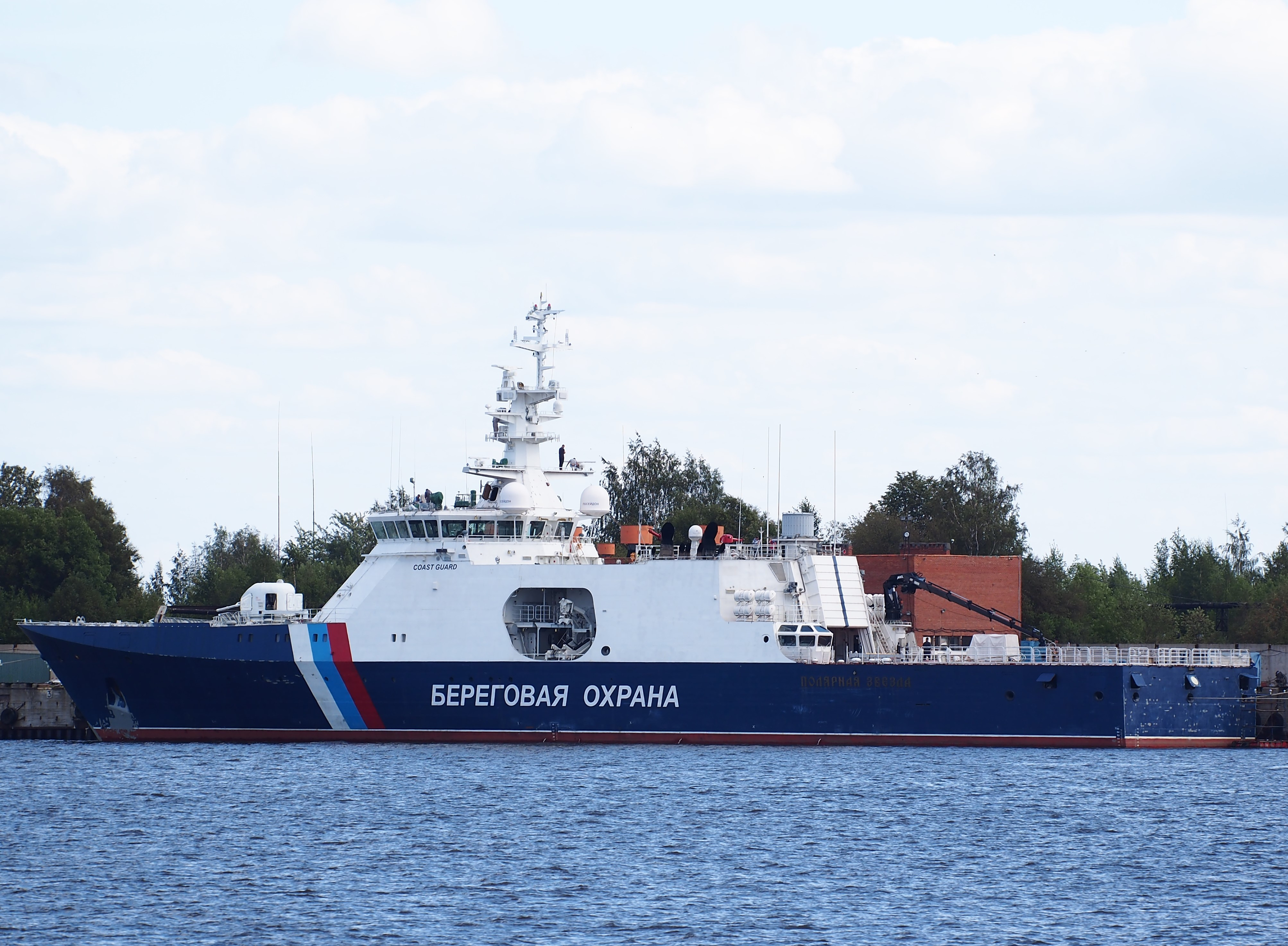
Classe Okean (Garde-côtes)
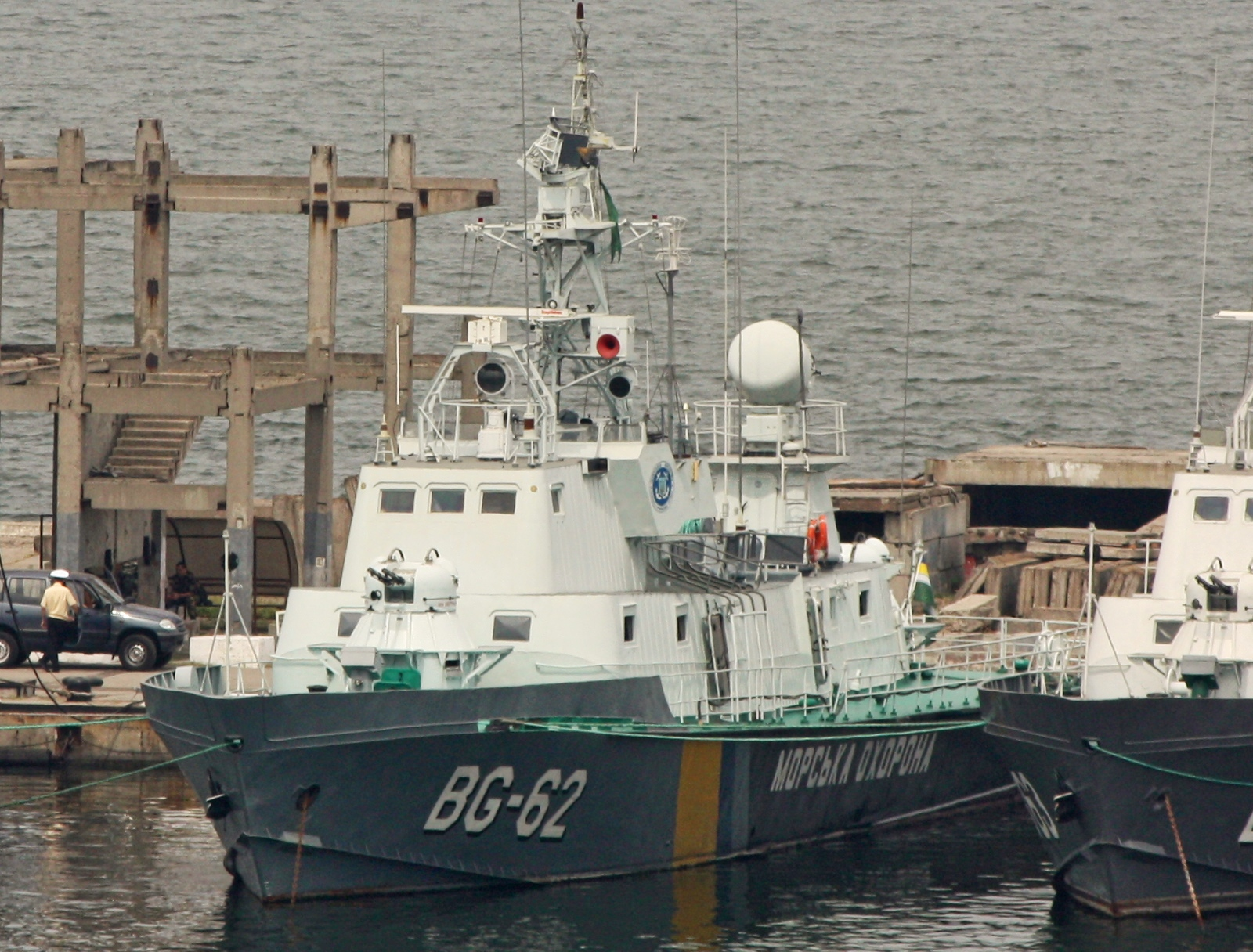
Classe Stenka, ici de la marine ukrainienne
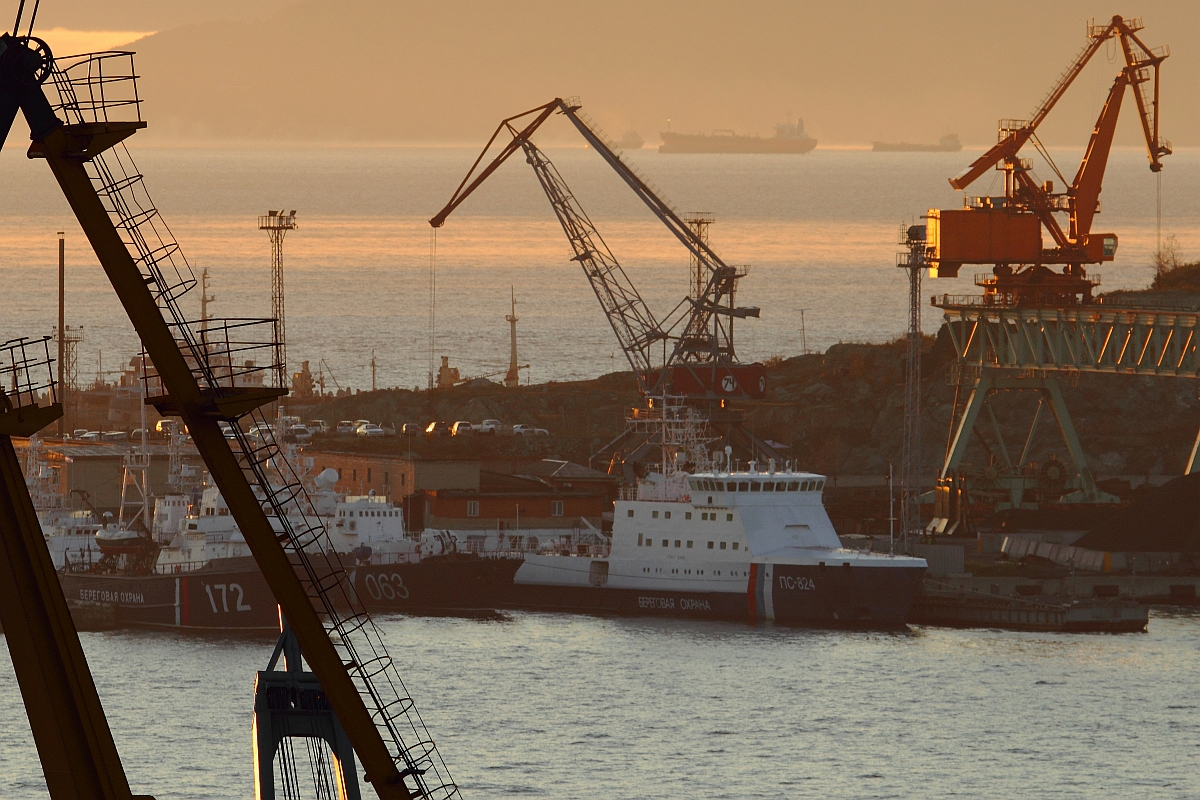
Classe Purga, 1re à droite
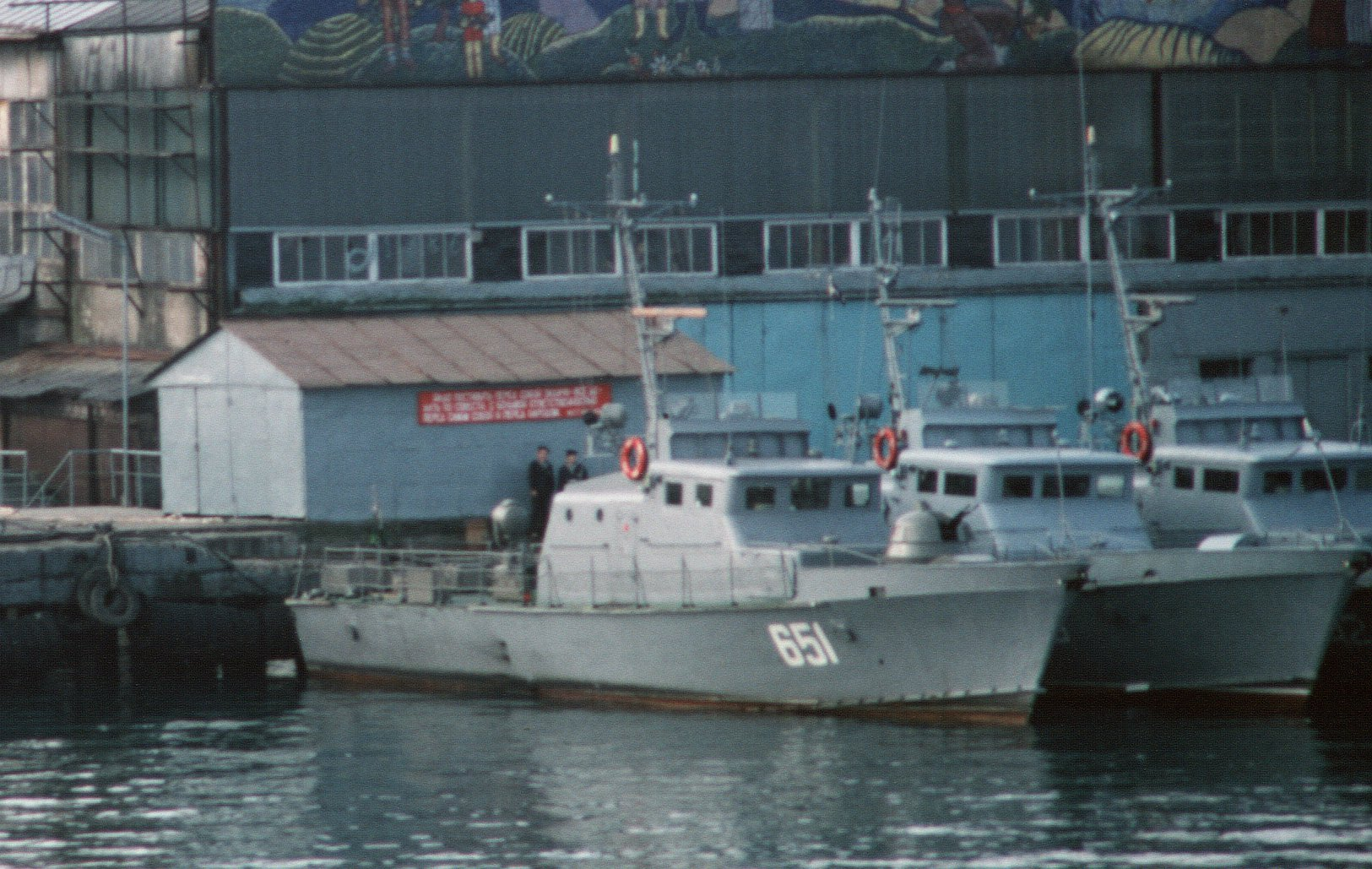
Classe Zhuk
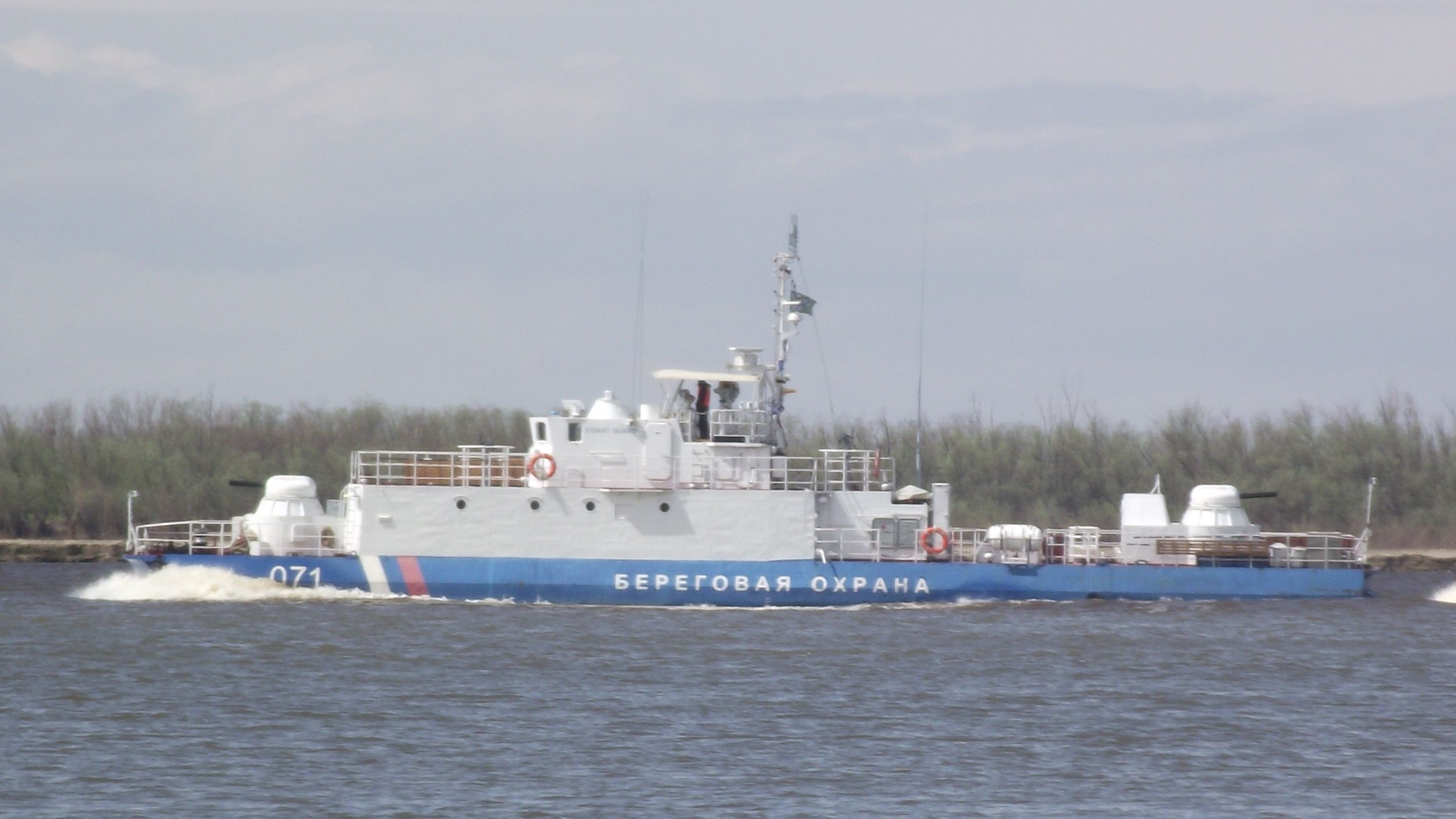
Classe Ogonek
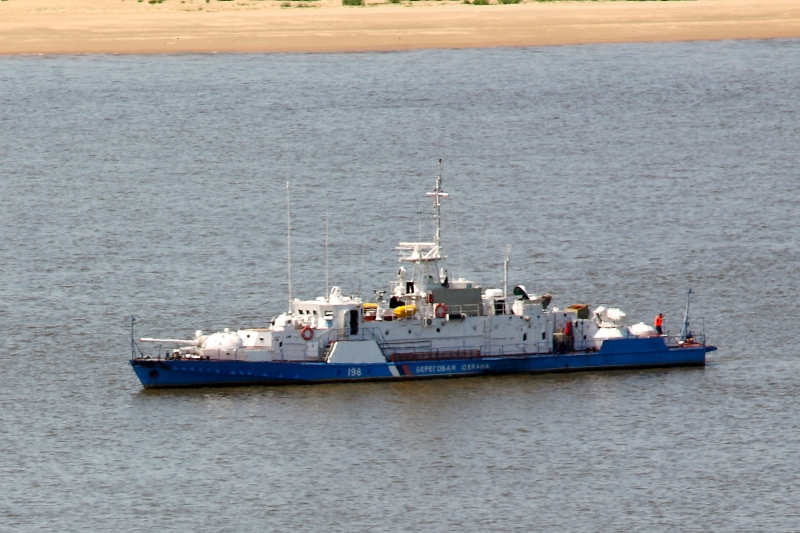
Classe Vosh